# The Woman (film 1915)
The Woman è un film muto del 1915 diretto da George Melford e interpretato da Lois Meredith, Theodore Roberts, James Neill, Ernest Joy, Mabel Van Buren, Tom Forman e Raymond Hatton.
Il soggetto è tratto da un lavoro teatrale del 1911 di William C. deMille, The Woman, che fu adattato per lo schermo altre due volte: nel 1927 e poi, in versione sonora, nel 1931.

## Trama
Per indagare sul senatore Matthew Standish, loro avversario politico, il senatore Jim Blake e suo genero Mark Robertson ingaggiano un investigatore il quale scopre che, anni prima, Standish aveva passato una notte in albergo con una sconosciuta che l'ex segretario del senatore, corrotto dal detective, definisce "una signora di buona famiglia". I due politici cercano in ogni modo di scoprire chi possa essere la donna ma quando arrivano a Wanda Kelly, una centralinista, lei si rifiuta di accettare la bustarella offertale da Blake per avere il nome della sconosciuta. Wanda dopo essere venuta a conoscenza che Grace, la donna misteriosa, è la figlia di Blake e, quindi, anche la moglie di Robertson, distrugge le prove in suo possesso, tanto che viene minacciata di arresto. Grace, rendendosi conto dei guai ai quali potrebbe andare incontro la ragazza per causa sua, confessa. Wanda, per la sua determinazione e onestà, desta l'ammirazione di Blake che non pone alcun ostacolo alla storia d'amore tra lei e suo figlio.

## Produzione
Alcune scene del film furono girate all'isola di Santa Catalina.

## Distribuzione
Il copyright del film, richiesto dalla Jesse L. Lasky Feature Play Co., fu registrato il 23 aprile 1915 con il numero LU5080.
Distribuito dalla Famous Players-Lasky Corporation e dalla Paramount Pictures, il film uscì nelle sale degli Stati Uniti il 3 maggio 1915 presentato da David Belasco e Jesse L. Lasky.
Copie della pellicola sono conservate negli archivi di Budapest dell'archivio nazionale ungherese e in quelli del BFI National Archive di Londra.

## Versioni cinematografiche diThe Woman
- 1915 The Woman, regia di George Melford
- 1927 The Telephone Girl, regia di Herbert Brenon
- 1931 The Secret Call, regia di Stuart Walker.